# Euphorbia lata
Euphorbia lata — вид рослин із родини молочайних (Euphorbiaceae), зростає на півдні США й північно-західній Мексиці.

## Опис
Це багаторічна трава. Кореневище від помірно потовщеного до кремезного. Стебла від висхідних до прямовисних, або розпростерті, 10–25 см, від жорстко-волосистих до коротко-шовковистих, або ± ворсинчасті. Листки протилежні; прилистки чіткі, ниткоподібні; ніжка 0.5–2 мм; листова пластинка від вузько до широко яйцювато-трикутної, 4–12 × 3–7 мм; основа асиметрична, від косо закругленої до тупої, помітно ширша з одного боку, краї цілі, часто ± вигнуті, вершина широко гостра, поверхні від жорстко-волосистих до коротко-шовковистих або ± ворсинчасті. Квітки зеленуваті. Період цвітіння й плодоношення: весна — осінь. Коробочки яйцюваті, 1.9–2.3 × 2–2.4 мм, від жорстко-волосистих до коротко-шовковистих або ± ворсинчасті. Насіння білувате, довгасте, чотирикутне в перетині, грані увігнуті, 1.5–1.8(2) × 0.6–0.9 мм, гладке. 2n = 28, 56.

## Поширення
Зростає на півдні США (Колорадо, Канзас, Нью-Мексико, Оклахома, Техас) й північно-західній Мексиці. Населяє гірські схили, каньйони, улоговини, скелясті прерії, узбіччя доріг, порушені ділянки, як правило на вапнякових ґрунтах, іноді магматичних, піщаних або кам’янистих ґрунтах; на висотах 600–2200 метрів.